# Hermann Ulrich von Lingen
Hermann Ulrich von Lingen (getauft 22. Januar 1695 in Lübeck; begraben 15. Oktober 1743 in Gotha) war ein deutscher Historiker und Gelehrter.

## Leben
Hermann Ulrich von Lingen war der Sohn des Kaufmannes Hans von Lingen und dessen Frau Elsabe geb. Wulff. Er stuedierte in seiner Heimatstadt Lübeck sowie ab 1713 in Jena. Ab 1719 ist er in Eisenach als herzoglich sachsen-eisenachischer Archivsekretär nachweisbar. Nach dem Tod von Johann Friedrich Helbig übernahm er dessen Position als Hofpoet; als solcher hatte er die Geburtstagskalender abzufassen sowie die Texte für zahlreiche Huldigungsmusiken zu liefern. Auch wirkte er ab 1722 in unbekannter Funktion in der Hofkapelle mit. Allerdings erfolgten die Auszahlungen seiner Besoldung durch die herzogliche Rentkammer äußerst unregelmäßig, was durch zahlreiche Beschwerden und Briefwechseln nachgewiesen ist. Hermann Ulrich von Lingen verließ daher spätestens 1728 Eisenach. Ab 1732 stand er als geheimer Sekretär und Antiquarius in Diensten des Herzogs zu Gotha, ab 1736 zusätzlich als Aufseher des dortigen Münz-Kabinetts. Sein Nachfolger dort wurde Julius Karl Schläger.
Für Georg Philipp Telemann verfasste er die Texte zu zwei Kantaten-Jahrgängen, von denen der erste vermutlich 1721/22, der zweite 1728/29 erstmals aufgeführt wurde.
Das Gothaer Kirchbuch für 1743 enthält folgenden Eintrag über sein Begräbnis:

„Der Fürstl. Sächs.-Geheime Secretarius u. Antiquarius zum Friedenstein, Herr Hermann Ulrich von Lingen, maritii, aetat: 48 J. 8 Mon. u. 12 Tage  ward den 15. October des abends in der Stille begraben.“

## Werke
- Die unsterblichen Thaten des Kaysers Rudolph von Habsburg und des Carl III. Königs von Spanien. Lübeck 1711.
- Gentes nec omnino nullum, nec omnino multiorme numen credidisse. Lübeck 1713.
- Epistola Ad Virum Nobilississimum Et Experientissimum Joachimum Scholvinum Lubecensem : Qua Ei Summos In Arte Medica Honores In Alma Fridericiana Rite Consecuto Gratulatur ; Juxta Atque De Nummis Et Marmoribus Medicorum Memoriam Referentibus. Werther, Jenae 1715 (Digitalisat).
- De Origine Et Inventoribvs Pecuniæ Et Numismatum Schediasma : Qvo Probatur Inventum Pecuniae, Non Ad Ebræos, Lydos Aut Græcos, Sed Potius Ad Phoenices Referendum Esse ; Accedit Simul Demonstratio Romanos Jam Ante Servium Regem Pecunia Usos Esse. Wertherum, Ienæ M DCC XV, urn:nbn:de:bvb:12-bsb10641381-5.
- Nachricht vom Ursprunge der teutschen und nordischen Poesie. In: Etlicher guten Freunde Academische Neben-Stunden Darinnen Allerhand Observationes von besondern zur Gelahrtheit dienenden Materien Desgleichen auch Auszüge von alten und neuen Schriften und bißher ungedruckte Briefe enthalen sind. In VI. Teilen. Erster Teil. Jena 1717, S. 36–81, urn:nbn:de:bvb:12-bsb11245609-2.
- Einige Anmerkungen Von der Poesie der Egypter, Araber, Perser und Braminen. In: Etlicher guten Freunde Academische Neben-Stunden ... Jena 1719.
- De diplomate Bilchildis, monasterio veteris Cellae apud Moguntinos concesso. In: Bibl. Lubecensis. Vol. IV. Lübeck 1725/26 (Digitalisat).
- Poetische Aufmunterungen zur Andacht. Eisenach 1728.
- Notae ad J. Latoni Catalogum archiepiscoporum Moguntinens. Leipzig 1730.
- Kleiner Teutscher Schriften, In welchen Allerhand aus der Antiquität, Chronologie, Numismatic und anderen Wissenschaften hergenommene Materien ... 3. Teile. Gerdesi, Wittenberg
  - 1. Teil. 1730, urn:nbn:de:bvb:12-bsb11245584-7.
  - 2. Teil. 1732, urn:nbn:de:bvb:12-bsb10604392-7.
  - 3. Teil. 1734, urn:nbn:de:bvb:12-bsb10604393-2.